# Naruto: Blood Prison
Naruto: Blood Prison (劇場版 NARUTO-ナルト- ブラッド・プリズン Gekijōban Naruto: Buraddo Purizun?, lit. Naruto: Prisión de sangre) fue lanzada en los cines japoneses el 30 de julio de 2011. Es la quinta película desde que comenzó la saga de Shippuden. Como parte de su promoción, se lanzaron diversos tráileres y un póster, que como añadido contó con un cortometraje especial titulado Naruto vs Konohamaru: The Burning Chunnin Exam. Está dirigida por Masahiko Murata, y cuenta con el guion de Akira Hagashiyama, además de tener como tema principal a Otakebi, interpretado por Yusuke.

## Argumento
Después de ser capturado y acusado injustamente de intentar asesinar al líder de Kumogakure, el Raikage, y el asesinato de varios Jōnin de Kirigakure e Iwagakure, Naruto es encarcelado en Hōzukijou, una instalación de contención penal también conocida como la prisión de la sangre. El capitán del castillo, Mui, usa el jutsu de prisión máxima para robar el poder de los prisioneros. La batalla para demostrar su inocencia y descubrir la verdad ha comenzado para Naruto y sus amigos. El primer día que es encarcelado, en la noche, lo sacan de su celda y Mui lo lleva a un cuarto donde quería sacar su chakra, pero para suerte de Naruto lo que se llevó era un clon y el verdadero Naruto escapó, pero lo volvieron a capturar al darse cuenta de la fuga. Al ver su mal comportamiento lo envían a la celda de castigo, donde una persona a la que no se le ve el rostro le dice que el sello que le puso Mui desaparecería si lo derrotaba. 
Al salir de la celda de castigo Naruto lo enfrenta, pero no obtiene buenos resultados, por lo cual es enviado nuevamente a la celda de castigo. Al salir se da cuenta de que muchos lo admiraban por el hecho de haberse enfrentado a Mui. Naruto intenta nuevamente escapar y lo consigue, pero al estar la prisión en una isla y al estar el mar lleno de potentes remolinos no puede escapar. Llega un prisionero, al que ya había visto unas veces, y le advierte que no sea tonto, que no lo intente, pero Naruto lo hace y casi muere, pero el otro prisionero lo salva. El prisionero le cuenta que en realidad es una chica ANBU de la Aldea de la Hierba llamada Ryuzetsu, y que estaba en la misión de detener a Mui, el cual quería abrir una caja llamada la Caja de la Felicidad, la cual tenía la particularidad de conceder cualquier deseo. Sin embargo, para esto requería una enorme cantidad de chakra, por lo que Mui, junto con un grupo de cuatro personas que lo ayudaban, tenía como objetivo utilizar a Naruto para abrirla, ya que al ser un Jinchuriki posee muchísimo chakra. Contrataron a un ninja llamado el cien caras, para que se transformara en Naruto e incriminarlo. 
Ryuzetsu y Naruto regresaron a la prisión, y este fue enviado nuevamente a la celda de castigo, donde se dedicó a acumular energía natural para lograr el modo sennin; cuando lo sacan de la celda de castigo deja un clon de sombra acumulando más energía. Con Ryuzetsu planea destruir la caja: para ello provocan una pelea dentro de la prisión para aprovechar que cuando se desate el caos y Mui saldrá del cuarto donde se encuentra la caja para controlar la revuelta. Acto seguido, Naruto ingresa en el cuarto donde está la caja, pero es atrapado por los secuaces de Mui, quienes le quitan el chakra. La caja lo absorve, y esta se eleva hasta el patio de la prisión y se abre. Aparentemente, el deseo de Mui era el de restaurar la grandeza que la Aldea de la Hoja tenía antiguamente, y para ello había llegado a sacrificar la vida de su hijo, motivo por el cual Ryuzetsu lo odiaba, ya que el hijo de Mui había sido su mejor amigo. Ryuzetsu deseaba matar a Mui.
Sin embargo, cuando llegó el momento de que Mui pidiera su deseo, traiciona a sus secuaces y con lágrimas en los ojos pide el deseo a la caja de que le devuelva a su hijo. La caja se abre y sale su hijo, pero este lo rechaza y le atraviesa con su brazo en el pecho con el objetivo de asesinarle. Acto seguido se transforma en un monstruo grade y negro llamado Satori que quiere matar a todos, pero Naruto aparece en modo Sennin enfrentándolo; su objetivo real era destruir la caja, pero esta es indestructible y el monstruo lo ataca. Naruto usa el jutsu de invocación e invoca a Gamabunta, el cual le explica que ese monstruo puede leer sus pensamientos, por lo cual le es imposible darle un golpe. Cuando Naruto estaba a punto de ser derrotado aparece Bee en modo Biju 2 y se enfrenta al monstruo. Junto a él aparecen sus amigos Sakura, Sai, Kakashi, Lee, Neji, Tsunade, Gai, Tenten, entre otros. Le cuentan que todo había sido una misión de infiltración y que en ningún momento habían dudado de su inocencia. 
Naruto les pide que le ayuden a detener al monstruo unos momentos hasta que consiga el modo Sennin nuevamente, y así lo hacen. La batalla se intensifica y el monstruo le dice que es falso que el podía leer los pensamientos, que solo sentía el miedo de las personas, y eso era lo que le hacía predecir sus movimientos, pero como Naruto ahora ya no tiene miedo no puede predecir sus movimientos. 
Siguen luchando y el monstruo atraviesa a Naruto y a Ryuzetsu juntos, quedando mortalmente heridos. Mui se levanta y le pone el sello a su hijo para que no pueda utilizar su chakra. Naruto aprovecha esta oportunidad y le lanza un Fuuton Rasen Shuriken. La transformación en Satori cesa, y aparece el verdadero cuerpo del hijo de Mui, el cual abre la boca y lanza unas plumas negras, las cuales lo arrojan a un templo que había en la prisión. Muku, el hijo de Mui, se suicida con una técnica que le prende fuego a su cuerpo y le pide perdón a Ryuzetsu y a su padre por todo, regresando a la caja. Naruto está a punto de morir y Ryuzetsu utiliza el jutsu Ryumei Tensei, que es una técnica con la que sacrifica su vida para salvar a Naruto. Finaliza la técnica dándole un beso en la boca y muere. Naruto despierta y al final se muestra a Naruto frente a la tumba de Ryuzetsu y de Mui. Bee esconde la caja en el fondo del mar y todos vuelven a Konoha.